# Xylionopsis browni
Xylionopsis browni är en skalbaggsart som beskrevs av Vrydagh 1959. Xylionopsis browni ingår i släktet Xylionopsis och familjen kapuschongbaggar. Inga underarter finns listade i Catalogue of Life.